# The Day Dragged On
The Day Dragged On es el primer lanzamiento comercial y primer miniálbum de la banda japonesa Dragon Ash. Este álbum se lanzó en febrero de 1997. La canción "天使ノロック" (Tenshi no Rokku) es considerado un Buzz Clip (una canción bastante popular que se realizó un video del tema) en MTV Japón por una semana.
La pista oculta "Normal" consiste en una llamada telefónica que demostraba a la canción Ability → Normal de su próximo lanzamiento Public Garden, seguida de una señal de ocupado que indica que la parte de la otra línea se ha colgado.

## Lista de canciones
1. "The Day Dragged On" – 2:12
2. "Siva" – 4:03
3. "天使ノロック" (Tenshi no Rokku) – 2:49
4. "Chime" – 4:54
5. "チェルノブイリに悲しい雨が降る" (Cherunobuiru ni Kanashii Ame ga Furu) – 2:37
6. "Realism" – 3:33
7. "羊を数えても夜は終わらない" (Hitsuji o Kazoete mo Yoru wa Owaranai) – 2:38
8. "Fake X Life" – 3:42
9. "Normal" (pista oculta) – 1:55

- Datos: Q7729163